# Wiktor Jastrebow
Wiktor Anatolijowytsch Jastrebow (ukrainisch Віктор Анатолійович Ястребов, engl. Transkription Viktor Yastrebov; * 13. Januar 1982 in Nadwirna, USSR, Sowjetunion) ist ein ehemaliger ukrainischer Leichtathlet, der sich auf den Dreisprung spezialisiert hat. Seinen größten Erfolg feierte er mit dem Gewinn der Silbermedaille bei den Halleneuropameisterschaften 2009 in Turin.

## Sportliche Laufbahn
Erste internationale Erfahrungen sammelte Wiktor Jastrebow im Jahr 1999, als er bei den erstmals ausgetragenen Jugendweltmeisterschaften in Bydgoszcz mit einer Weite von 15,74 m die Bronzemedaille gewann. Im Jahr darauf schied er bei den Juniorenweltmeisterschaften in Santiago de Chile mit 15,56 m in der Qualifikationsrunde aus und 2001 gewann er bei den Junioreneuropameisterschaften in Grosseto mit 16,43 m die Bronzemedaille. 2003 gewann er bei der Sommer-Universiade in Daegu mit 16,88 m die Silbermedaille hinter dem Chinesen Gu Junjie und im Jahr darauf verpasste er bei den Olympischen Sommerspielen in Athen mit 16,43 m den Finaleinzug. 2005 gelangte er bei den Weltmeisterschaften in Helsinki mit 16,90 m im Finale auf den neunten Platz. Im Jahr darauf schied er bei den Hallenweltmeisterschaften in Moskau mit 16,89 m in der Vorrunde aus und im Sommer belegte er bei den Europameisterschaften in Göteborg mit 16,94 m den siebten Platz. 2007 schied er bei den Weltmeisterschaften in Osaka mit 16,57 m in der Qualifikationsrunde aus und im Jahr darauf verpasste er auch bei den Olympischen Sommerspielen in Peking mit 16,52 m den Finaleinzug. 2009 gewann er bei den Halleneuropameisterschaften in Turin mit 17,25 m die Silbermedaille hinter dem Italiener Fabrizio Donato und im Sommer schied er bei den Weltmeisterschaften in Berlin mit 16,31 m in der Qualifikationsrunde aus. Im Jahr darauf wurde er bei den Hallenweltmeisterschaften in Doha mit 16,53 m Zehnter und 2013 verpasste er bei den Halleneuropameisterschaften in Göteborg mit 16,37 m den Finaleinzug. 2016 beendete er dann seine aktive sportliche Karriere im Alter von 34 Jahren.
In den Jahren 2004 und 2005, sowie 2008, 2010 und von 2013 bis 2015 wurde Jastrebow ukrainischer Meister im Dreisprung im Freien sowie 2202 und 2006 sowie 2010 und 2015 in der Halle.